# Харин, Константин Александрович
Константин Александрович Харин (17 ноября 1969) — советский и украинский футболист, защитник.

## Биография
Воспитанник футбольной школы запорожского «Металлурга». До распада СССР выступал только в соревнованиях коллективов физкультуры.
В 1992 году перешёл в солигорский «Шахтёр», в его составе сыграл 9 матчей в первом независимом чемпионате Белоруссии в высшей лиге.
Вернувшись на Украину, играл за команды переходной и второй лиги — «Море» (Феодосия), «Фетровик» (Хуст), «Торпедо» (Мелитополь), а также за любительские коллективы. Завершил профессиональную карьеру в 26-летнем возрасте.
Дальнейшая судьба неизвестна.